# Сульфат хрома(III)
Сульфат хрома(III) — неорганическое соединение, соль трёхвалентного хрома и серной кислоты, имеющая химическую формулу Cr2(SO4)3.

## Физические свойства
Парамагнитные фиолетово-красные кристаллы. Плотность равна 3,012 г/см³.
Молярная электропроводность при бесконечном разбавлении при 25 °C равна 882 См·см²/моль.
Известны кристаллогидраты Cr2(SO4)3·nН2О (n = 3, 6, 9, 12, 14, 15, 17, 18).

## Химические свойства
Безводный сульфат хрома(III) мало растворим в воде и кислотах.
Сульфат хрома неорганическое соединение, соль трёхвалентного хрома и серной кислоты, имеющая химическую формулу Cr2(SO4)3.
Водные растворы окрашены в фиолетовый цвет на холоде и в зелёный — при нагревании.
При высокой температуре разлагается до оксида хрома(III), оксида серы(IV) и кислорода.
{\displaystyle {\ce {2Cr2(SO4)3 ->[t] 2Cr2O3 + 6SO2 + 3O2}}}
Реагирует с щелочами, образуя гидроксид хрома(III) и сульфаты щелочных металлов:
{\displaystyle {\ce {Cr2(SO4)3 + 6KOH -> 2Cr(OH)3 + 3K2SO4}}}
Реагирует с фосфатами, образуя фосфат хрома(III) и сульфаты металлов:
{\displaystyle {\ce {Cr2(SO4)3 + 2Na3PO4 -> 2CrPO4v + 3Na2SO4}}}
В воде происходит гидролиз по катиону:
{\displaystyle {\ce {Cr2(SO4)3 + 2H2O -> 2CrOHSO4 + 2H^+ + SO4^2-}}}
Восстанавливается водородом при высокой температуре, образуя сульфат хрома(II) и серную кислоту:
{\displaystyle {\ce {Cr2(SO4)3 + H2 ->[t] 2CrSO4 + H2SO4}}}
Возможны реакции замещения более активными металлами:
{\displaystyle {\ce {Cr2(SO4)3 + 3Mg -> 3MgSO4 + 2Cr}}}
Также возможна реакция замещения хромом менее активных металлов:
{\displaystyle {\ce {Cr2(SO4)3 + Fe -> 2CrSO4 + FeSO4}}}

## Получение
Получают дегидратацией кристаллогидратов или нагреванием {\displaystyle {\ce {Cr2O3}}} с метилсульфатом при 160—190оС.
Один из методов получения — сплавление оксида хрома(III) {\displaystyle {\ce {Cr2O3}}} с пиросульфатами:
{\displaystyle {\ce {Cr2O3 + 3K2S2O7 -> 3K2SO4 + Cr2(SO4)3}}}
Реакция хлорида хрома(III) и серной кислоты:
{\displaystyle {\ce {2CrCl3 + 3H2SO4 -> Cr2(SO4)3 + 6HCl}}}

## Применение
При дублении кож и в качестве протравы при крашении в ситценабивном производстве, при получении цветных изображений в фотографии.

## Токсичность
Малотоксичен.